# Arctophilie

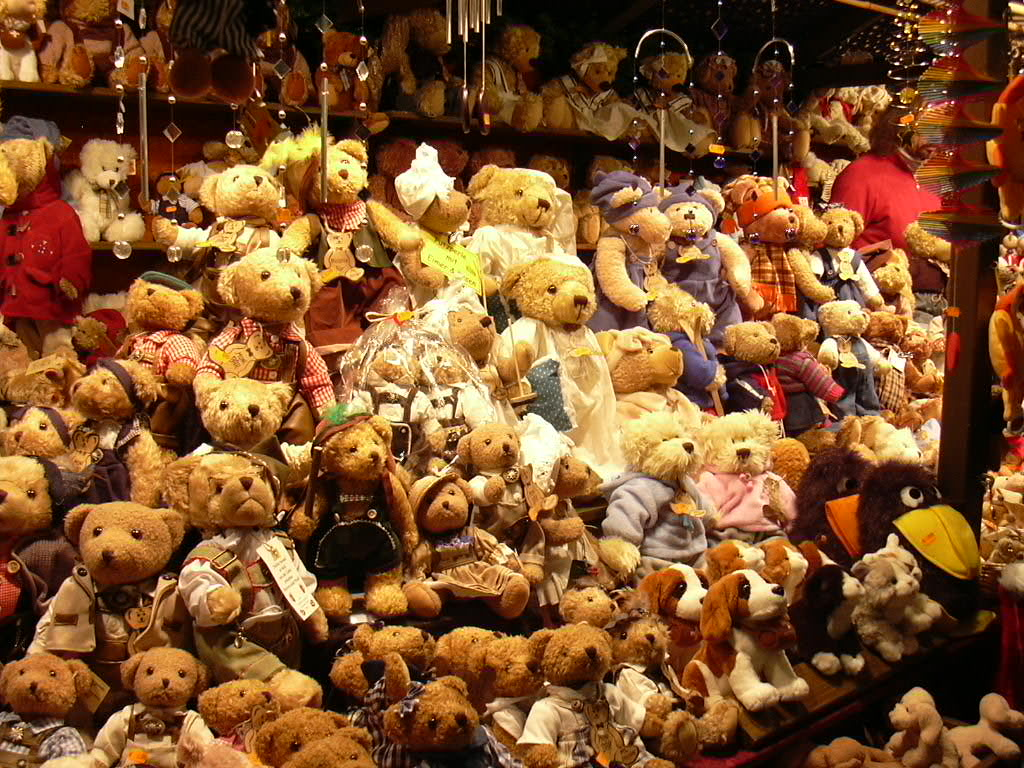
Ours en peluche au marché de Noël de Stuttgart en 2004

L’arctophilie est l'art de collectionner les ours en peluche. L’arctophile est le collectionneur de ces ours.

## Étymologie
L’origine de ce mot est le grec ancien ἄρκτος, arctos (« ours »), et φίλος, philos (« attirance, amour »). Il désigne donc dans son sens premier celui qui aime les ours, mais l’usage moderne l’a rattaché plus spécifiquement aux ours en peluche. 

## Histoire
L'arctophilie, bien que peu connue, est la troisième collection la plus répandue au monde, après la philatélie et la numismatique (médailles et monnaies).
Lors des ventes aux enchères, les arctophiles peuvent dépenser des sommes importantes, pouvant atteindre des records de plusieurs centaines de milliers d'euros. Le prix est déterminé par l'ancienneté, mais plus encore par la rareté et le bon état d'une peluche, auxquels s'ajoute une dose non négligeable de nostalgie. 

## Associations de collectionneurs
Il existe différentes associations d'arctophiles. En France, la plus importante est Les Amis de Gueule de Miel, qui organise chaque année son salon de l'ours à Paris.